# NSG Laubenheimer-Bodenheimer Ried
NSG Laubenheimer-Bodenheimer Ried este o arie protejată (arie specială de conservare — SAC, sit de importanță comunitară — SCI, arie de protecție specială avifaunistică — SPA) din Germania întinsă pe o suprafață de 72 ha, integral pe uscat.

## Localizare
Centrul sitului NSG Laubenheimer-Bodenheimer Ried este situat la coordonatele 49°57′04″N 8°19′10″E / 49.9511°N 8.3194°E.

## Înființare
Situl NSG Laubenheimer-Bodenheimer Ried a fost declarat arie de protecție specială avifaunistică în septembrie 1983 pentru a proteja 22 de specii de animale. Alte tipuri de protecție:
- sit de importanță comunitară (în august 1998)
- arie specială de conservare (în octombrie 2005)[1][3][4]

## Biodiversitate
Situată în ecoregiunea continentală, aria protejată conține 9 habitate naturale: Pășuni continentale udate de apa mării, Lacuri eutrofice naturale cu vegetație de tip Magnopotamion sau Hydrocharition, Pajiști uscate seminaturale și facies de acoperire cu tufișuri pe substraturi calcaroase (Festuco-Brometalia) (* situri importante pentru orhidee), Pajiști cu Molinia pe soluri calcaroase, turboase sau argilos-nămoloase (Molinion caeruleae), Liziere de ierburi înalte hidrofile de câmpie și de nivel montan până la alpin, Pajiști aluvionare inundabile, de Cnidion dubii, Fânețe de joasă altitudine (Alopecurus pratensis, Sanguisorba officinalis), Mlaștini calcaroase cu Cladium mariscus și specii de Caricion davallianae, Păduri aluvionare cu Alnus glutinosa și Fraxinus excelsior (Alno-Padion, Alnion incanae, Salicion albae).
La baza desemnării sitului se află mai multe specii protejate:
- păsări (21): lăcar mare (Acrocephalus arundinaceus), lăcar-de-rogoz (Acrocephalus schoenobaenus), gâscă cenușie (Anser anser), Ardea cinerea cinerea, Branta leucopsis, barză albă (Ciconia ciconia ciconia), erete de stuf (Circus aeruginosus), prepeliță (Coturnix coturnix), presură sură (Emberiza calandra), becațină comună (Gallinago gallinago), sfrâncioc roșiatic (Lanius collurio), Luscinia svecica cyanecula, gaia neagră (Milvus migrans), codobatura galbenă (Motacilla flava), grangur (Oriolus oriolus), cresteț pestriț (Porzana porzana), Rallus aquaticus aquaticus, pițigoi-pungar (Remiz pendulinus), mărăcinar negru (Saxicola torquatus), corcodel mic (Tachybaptus ruficollis), nagâț (Vanellus vanellus)
- amfibieni (1): triton cu creastă (Triturus cristatus)

Pe lângă speciile protejate, pe teritoriul sitului au mai fost identificate 32 de specii de plante, 1 specie de amfibieni, 3 specii de nevertebrate, 1 specie de reptile.